# Monumento Karaoğlanoğlu
El Monumento Karaoğlanoğlu es un monumento y cementerio memorial en honor al Coronel Halil İbrahim Karaoğlanoğlu, muerto mientras comandaba el Regimiento de Infantería 50 en el primer día de la Operación Atila, y a los muertos en la denominada "Operación de Paz" que se inicia el 20 de julio de 1974 en la isla de Chipre.
El mismo consta de un cementerio, un monumento alegórico detrás de él y otro monumento unos metros al oeste en forma de ola en avance representando el desembarco.

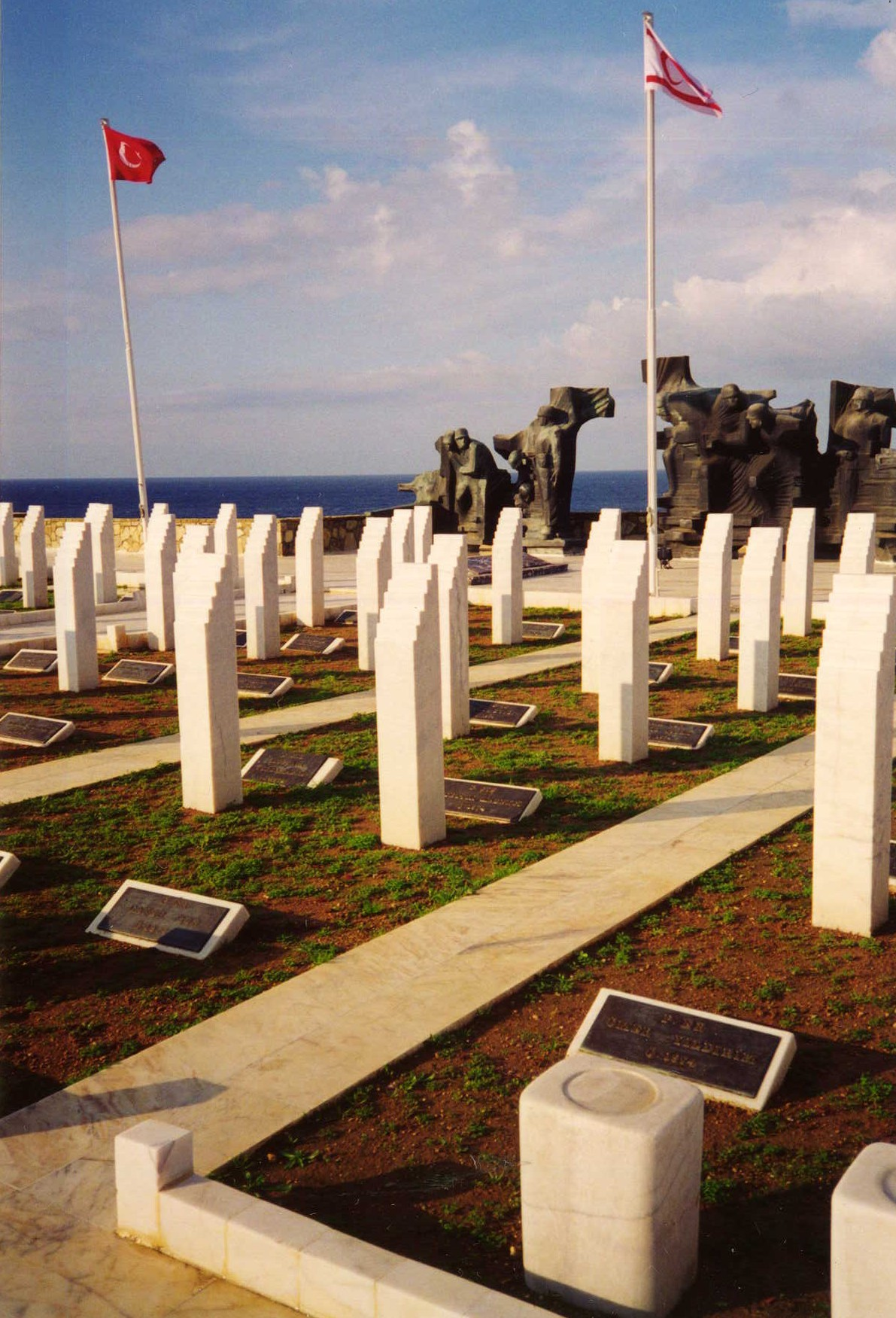
Cementerio y Monumento a los caídos Operación Jul_Ago 1974. Temblos.

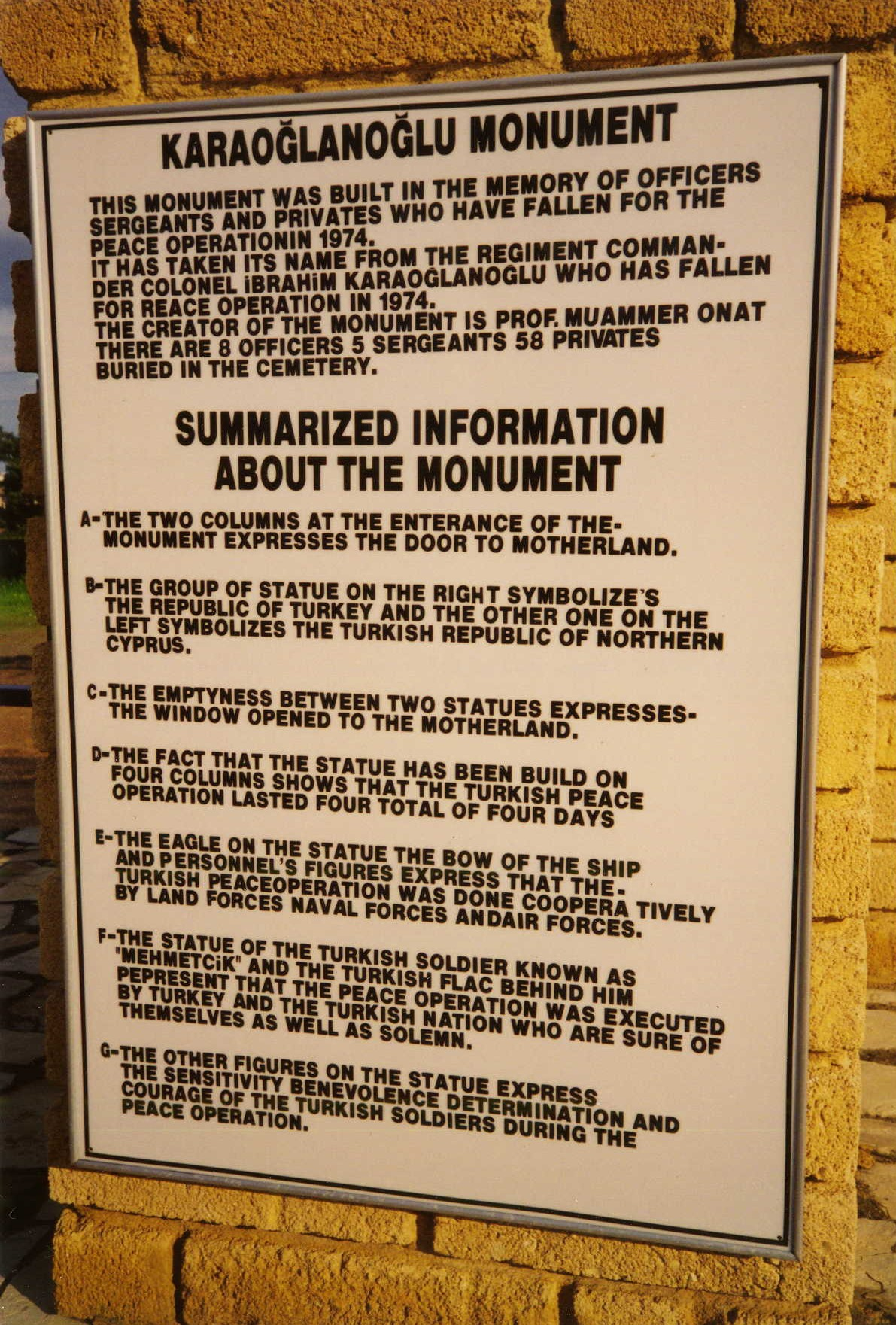
Placa con Inscripción del Monumento Karaoglanoglu.

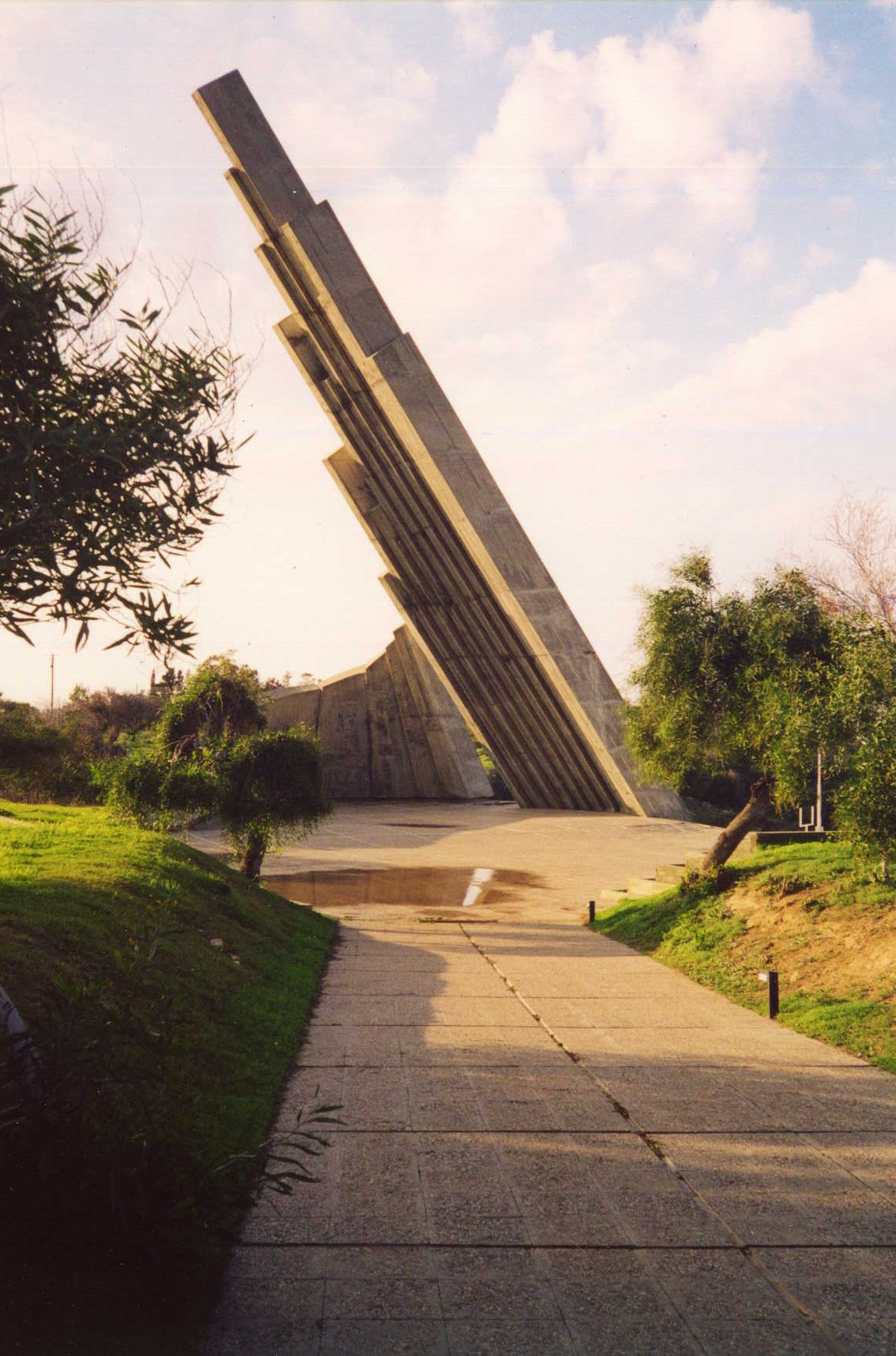
Monumento de la Operación Jul_Ago 1974.

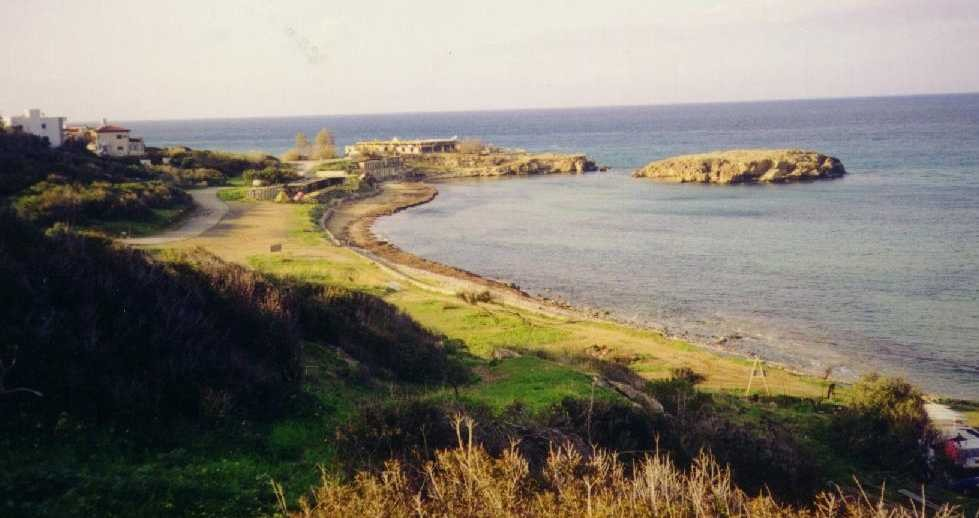
Playa de desembarco. Toma desde el Monumento Karaoglanoglu.

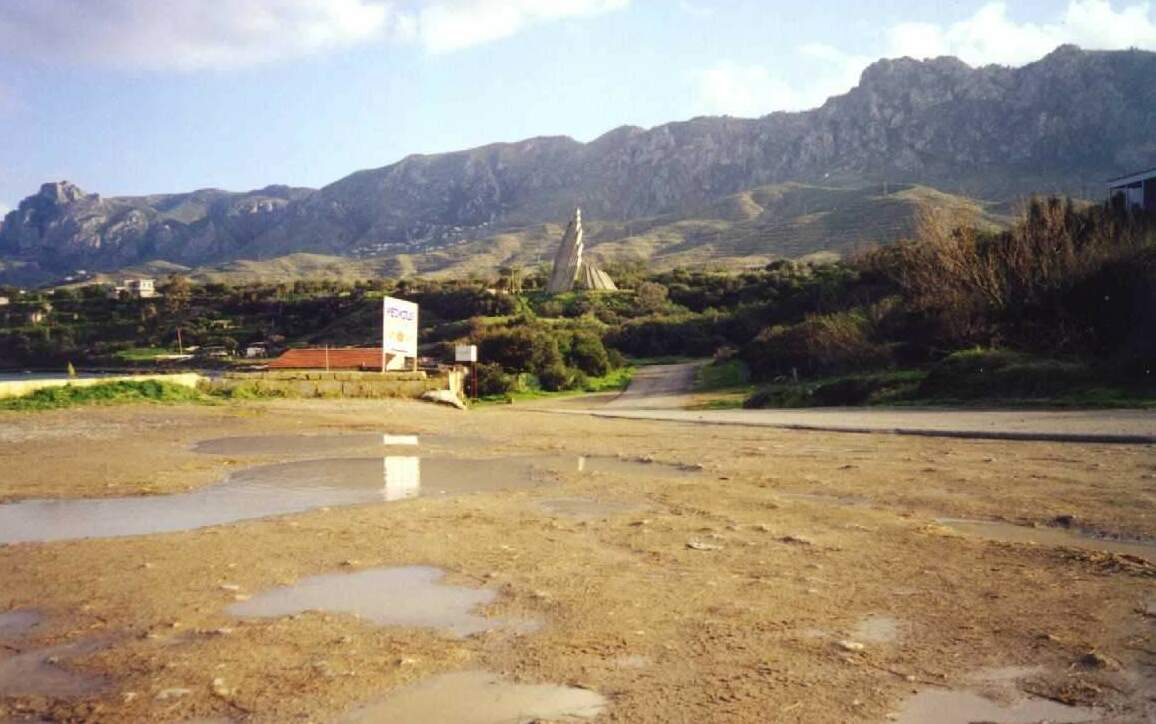
Vista del Monumento Karaoglanoglu desde el Oeste de la Playa de desembarco.

- Datos: Q6022936
- Multimedia: Karaoğlanoğlu Şehitliği / Q6022936